# Pseudomusonia maculosa
Pseudomusonia maculosa är en bönsyrseart som beskrevs av Lucien Chopard 1911. Pseudomusonia maculosa ingår i släktet Pseudomusonia och familjen Thespidae. Inga underarter finns listade i Catalogue of Life.